# Tratado de Mariemburgo
El Tratado de Mariemburgo lo firmaron el 25 de junio de 1656 Brandeburgo-Prusia y Suecia para establecer una liga entre ellas en el marco de la segunda guerra nórdica.
Carlos X Gustavo de Suecia había sometido a vasallaje a Federico Guillermo I, elector de Brandeburgo, en enero de 1656, por su posesión del Ducado de Prusia. Cuando se firmó  el Tratado de Mariemburgo, la suerte de la guerra había comenzado a ser adversa para los suecos, por lo que Carlos Gustavo se mostró dispuesto a recompensar a Federico Guillermo si este participaba en la contienda a su lado. El duque seguiría siendo vasallo sueco en tanto que señor de Prusia, pero el monarca sueco le prometió que gozaría de la soberanía hereditaria en cuatro voivodatos de la  Gran Polonia a cambio de participar en las campañas de Carlos Gustavo contra Polonia. Los nuevos aliados vencieron en la batalla de Varsovia, pero las siguientes campañas no fueron tan afortunadas. En todo caso, Federico Guillermo obtuvo la soberanía plena sobre Prusia en virtud del posterior Tratado de Labiau de noviembre de 1656.